# Salvador (geslacht)

Salvador (ook: Teixeira Salvador) is een geslacht waarvan leden sinds 1821 tot de Nederlandse adel behoren.

## Geschiedenis
De stamreeks begint met Salvador Rodrigues die omstreeks 1600 te Bragança werd geboren en zich als koopman in Amsterdam vestigde. Zijn nazaat Mozes Salvador (1748-1824) werd bij Koninklijk Besluit van 23 november 1821 verheven in de Nederlandse adel. Leden van de familie trouwden ook met telgen van andere Nederlands-joods adellijke families, zoals de families Lopes Suasso en Teixeira de Mattos. Een dochter van diens achterkleinzoon, jkvr. Pauline Hortense Célinie Rebecca Salvador (1891-1975) stamde van de in België gevestigde tak.

## Enkele telgen
Jhr. Mozes Salvador (1748-1824), in 1821 verheven in de Nederlandse adel; trouwde in 1771 met Sara Lopes Suasso (1754-1835), lid van de familie Lopes Suasso
- Jkvr. Rachel Salvador (1774-1853); trouwde in 1809 met Isaac Henriques de Castro (1771-1849), Tweede Kamerlid
- Jhr. Abraham Salvador (1782-1866); trouwde in 1812 met jkvr. Rebecca Teixeira (1793-1835), lid van de familie Teixeira de Mattos
  - Jhr. Mozes Salvador (1813-1884), lid van de gemeenteraad van Haarlem, lid van provinciale staten van Noord-Holland
  - Jhr. Jacques Salvador (1816-1861)
    - Jhr. Abraham Etienne Alfred Salvador (1852-1893), lid van de gemeenteraad van Laken
      - Jkvr. Pauline Hortense Célinie Rebecca Salvador (1891-1975), laatste telg van het adellijke geslacht

  - Jhr. Benjamin Teixeira Salvador (1817-1874), verkreeg bij KB van 16 maart 1842 naamswijziging tot Teixeira Salvador
  - Jkvr. Sara Salvador (1819-1887); trouwde in 1840 met Joseph Haim Teixeira de Mattos (1817-1894), lid van de familie Teixeira de Mattos
  - Jkvr. Rachel Salvador - Teixeira de Mattos - Lopes Suasso (1821-1885); trouwde in 1843 met mr. Ahasverus Samuel van Nierop (1813-1878), Tweede Kamerlid